# Stellantis
Stellantis N.V. là một tập đoàn sản xuất ô tô đa quốc gia được thành lập năm 2021 khi tập đoàn Fiat Chrysler Automobiles của Mỹ-Ý sáp nhập với PSA Group của Pháp theo tỷ lệ 50-50. Công ty có trụ sở ở Amsterdam, Hà Lan. Tính đến  tháng 5 năm 2021, Stellantis là nhà sản xuất ô tô lớn thứ 6 toàn cầu, sau Volkswagen Group, Toyota, Liên minh Renault–Nissan–Mitsubishi, General Motors, và Hyundai Motor Group. Công ty niêm yết cổ phiếu tại Borsa Italiana của   Milan, tại Euronext Paris và tại Sàn Giao dịch Chứng khoán New York.
Lĩnh vực chủ yếu của Stellantis là thiết kế, phát triển, sản xuất và bán xe ô tô thuộc 15 nhãn hiệu của mình là Abarth, Alfa Romeo, Chrysler, Citroën, Dodge, DS, Fiat, Fiat Professional, Jeep, Lancia, Maserati, Opel, Peugeot, Ram và Vauxhall, cũng như hãng sản xuất linh kiện ô tô Mopar. Vào thời điểm hợp nhất, Stellantis có 300.000 nhân viên, hiện diện ở hơn 130 quốc gia với các cơ sở sản xuất đặt tại 30 quốc gia.

## Tên gọi
Tên gọi này bắt nguồi từ động từ stello trong tiếng Latinh, có nghĩa là "được các vì sao chiếu sáng".

## Lịch sử
Đầu năm 2019, Fiat Chrysler Automobiles (FCA) mong muốn sáp nhập với nhà sản xuất ô tô Pháp Renault, và hai bên đã đạt được một thỏa thuận tạm thời. Tuy nhiên, động thái của chính phủ Pháp trong các cuộc đàm phán đã dẫn đến việc thỏa thuận này bế tắc; tờ The Economist viết rằng "đối với FCA, việc này báo trước sự can thiệp sẽ có trong tương lai." Nissan cũng có nhiều lo ngại về tác động của thỏa thuận này tới mối quan hệ liên minh giữa họ và Renault.
Sau cùng, FCA tìm đến PSA. Sự hợp nhất này được chính thức đồng ý vào tháng 12 năm 2019, nhằm cho ra đời nhà sản xuất ô tô lớn thứ 4 thế giới tính theo doanh số bán xe toàn cầu, với kỳ vọng chi phí hàng năm sẽ giảm được 3,7 tỷ euro, hay xấp xỉ 4,22 tỷ USD.
Ngày 21 tháng 12 năm 2020, Ủy ban châu Âu thông báo chấp thuận việc sáp nhập, đồng thời áp dụng các biện pháp khắc phục tối thiểu để đảm bảo tính cạnh tranh trong lĩnh vực này.
Vụ sáp nhập được các cổ đông của cả FCA và PSA thông qua vào ngày 4 tháng 1 năm 2021 và thỏa thuận hoàn tất vào ngày 16 tháng 1 năm 2021. Cổ phiếu phổ thông của công ty mới bắt đầu được giao dịch trên Sàn giao dịch chứng khoán Milan (MTA) và Euronext Paris kể từ 18 tháng 1 năm 2021 và trên Sàn giao dịch chứng khoán New York từ 19 tháng 1 năm 2021, với mã ở các sàn đều là "STLA". Tính đến  ngày 24 tháng 5 năm 2021, tất cả các thương hiệu đều trở thành một phần của tập đoàn Stellantis.
Chuẩn mực Báo cáo Tài chính Quốc tế (IFRS) yêu cầu phải xác định rõ công ty nào đóng vai trò bên mua và công ty nào được mua lại. “Dựa trên việc đánh giá các chỉ số theo chuẩn mực kế toán IFRS 3 và xem xét tất cả các yếu tố và hoàn cảnh phù hợp, ban lãnh đạo của FCA và PSA đã xác định rằng Peugeot S.A. là bên mua lại cho các mục đích kế toán.” Hồ sơ chỉ ra rằng hội đồng quản trị Stellantis sẽ có 11 giám đốc, sáu từ PSA và năm từ Fiat Chrysler. Ngoài ra, CEO đầu tiên của công ty mới, người được trao toàn quyền đại diện cho Stellantis, là Carlos Tavares, cựu chủ tịch hội đồng quản trị PSA cũng như cựu CEO của PSA Group. Ông cũng sẽ có nhiệm kỳ 5 năm với tư cách là Giám đốc điều hành của Stellantis. Các cổ đông của PSA cũng đã trả một khoản phí trước sáp nhập cho các cổ đông của FCA. Tuy nhiên, công ty Exor của gia tộc Agnelli, từng là cổ đông lớn nhất của FCA, sẽ nắm giữ cổ phần lớn nhất tại Stellantis với 14,4%.  Các thỏa thuận hợp nhất cho phép gia tộc Peugeot tăng tỷ lệ cổ phần hiện tại của họ tại Stellantis là 7,2% lên thêm 1,5% bằng cách mua lại cổ phần từ ngân hàng quốc doanh Pháp Bpifrance, từ Dongfeng hoặc trên thị trường tự do.
Cái tên Stellantis được sử dụng để xác định toàn bộ tập đoàn, trong khi các tên thương hiệu và các logo tập đoàn vẫn không thay đổi.
Năm 2021 CEO Carlos Tavares đưa ra một thách thức dành cho các thương hiệu của tập đoàn để chứng tỏ bản thân trong vòng 10 năm, để đổi lấy sự đầu tư lớn cần thiết vào các mô hình và công nghệ mới.
Tập đoàn dự kiến sẽ có 39 mẫu xe điện vào cuối năm 2021. Có bốn nền tảng xe chạy điện được lên kế hoạch phát triển vào cuối những năm 2020. Nhìn chung, Stellantis đã thông báo hơn 30 tỷ euro sẽ được đầu tư vào cuối năm 2021. Một mạng lưới các trạm sạc đã được khởi công vào tháng 11 năm 2021.
Ngày 7 tháng 12 năm 2021, Stellantis thông báo rằng doanh số bán xe mới trong quý 3 năm 2021 giảm do các vấn đề liên quan đến chuỗi cung ứng thiếu chip bán dẫn được sử dụng trong xe của họ. Giám đốc điều hành Tavares cũng đã công bố một thỏa thuận với nhà sản xuất chất bán dẫn Foxconn để cung cấp chip cho công ty và các hãng khác trong ngành công nghiệp ô tô. Số lượng thiết bị bán dẫn có trong một chiếc ô tô là hàng nghìn và con số này dự kiến sẽ tăng lên trong tương lai gần.

## Các thương hiệu
Tính đến 2021, Stellantis sở hữu một loạt thương hiệu:
| Thương hiệu       | Năm thành lập | CEO thương hiệu        |
| ----------------- | ------------- | ---------------------- |
| Jeep              | 1941          | Christian Meunier      |
| Chrysler          | 1925          | Christine Feuell       |
| Dodge             | 1914          | Timothy Kuniskis       |
| Ram               | 2010          | Michael Koval          |
| Fiat              | 1899          | Olivier François       |
| Abarth            | 1949          | Olivier François       |
| Lancia            | 1906          | Luca Napolitano        |
| Alfa Romeo        | 1910          | Jean-Philippe Imparato |
| Maserati          | 1914          | Davide Grasso          |
| Citroën           | 1919          | Vincent Cobée          |
| Peugeot           | 1810          | Linda Jackson          |
| Opel              | 1862          | Uwe Hochgeschurtz      |
| Vauxhall          | 1857          | Paul Willcox           |
| DS Automobiles    | 2014          | Béatrice Foucher       |
| Fiat Professional | 2007          |                        |

## Sở hữu
Sau cuộc sáp nhập 50-50 giữa FCA và PSA, các chủ sở hữu của tập đoàn gồm có:
- Exor N.V.: 14,40%
- Gia tộc Peugeot (Etablissements Peugeot Frères, EPF): 7,19%
- Bpifrance: 6,18%
- Dongfeng Motor Corporation: 4,5%[24]
- BlackRock: 2,52%

## Ban giám đốc
Ban điều hành của Stellantis có 11 thành viên. Sáu thành viên đến từ PSA và các cổ đông lớn (BpiFrance, FFP), trong đó có Carlos Tavares, cựu CEO của PSA và năm người khác đến từ Fiat Chrysler Automobiles và cổ đông chính (Exor).

## Các nhà máy lắp ráp

### Châu Phi
- Algeria: Oran
- Morocco: Kenitra (Nhà máy PSA Kenitra)
- Namibia: Walvis Bay, Erongo
- Nigeria: Kaduna

### Châu Á
- Trung Quốc:
  - Vũ Hán, Hồ Bắc (Liên doanh 50-50 với Dongfeng)
  - Trường Sa, Hồ Nam (Liên doanh 50-50 với GAC)
  - Thành Đô, Tứ Xuyên (Liên doanh 50-50 với Dongfeng)
  - Quảng Châu, Quảng Đông (Liên doanh 50-50 với GAC)
- Ấn Độ:
  - Ranjangaon, Maharashtra (FCA Ấn Độ)
  - Thiruvallur, Tamil Nadu
- Iran:
  - Tehran, liên doanh với Iran Khodro (IKAP)
  - Kashan, Saipa-Citroën (Liên doanh 50-50 với SAIPA)
- Malaysia: Gurun, Kedah
- Thổ Nhĩ Kỳ: Bursa (Tofaş)

### Châu Âu
- Áo:
  - Vienna (Opel Wien)
- Pháp:
  - Sausheim, Grand Est (Nhà máy Stellantis Mulhouse)
  - Poissy, Île-de-France (Nhà máy Stellantis Poissy)
  - Rennes, Brittany (Nhà máy Stellantis Rennes)
  - Sochaux, Bourgogne-Franche-Comté (Nhà máy Stellantis Sochaux)
  - Lieu-Saint-Amand, Hauts-de-France (Sevel Nord)
- Đức:
  - Eisenach, Thuringia (Opel Eisenach)
  - Rüsselsheim, Hesse (Opel Rüsselsheim)
  - Kaiserslautern, Rhineland-Palatinate (Opel Kaiserslautern)
- Hungary:
  - Szentgotthárd (Opel Szentgotthárd)
- Italy:
  - Turin (Stellantis Mirafiori)
  - Nhà máy Avvocato Giovanni Agnelli, “AGAP” Grugliasco (Maserati)
  - Piedimonte San Germano (Alfa Romeo Cassino)
  - Modena (Maserati)
  - Pomigliano d'Arco (Giambattista Vico)
  - Melfi (SATA)
  - Atessa (Sevel Sud)
- Ba Lan:
  - Bielsko-Biała, Silesia
  - Gliwice, Silesia
  - Tychy, Silesia
  - Skoczów, Silesia
- Bồ Đào Nha: Mangualde (Nhà máy Stellantis Mangualde)
- Serbia: Kragujevac, Šumadija và Tây Serbia (FCA Serbia)
- Slovakia: Trnava (Nhà máy Stellantis Trnava)
- Tây Ban Nha:
  - Madrid
  - Vigo, Galicia (Nhà máy Stellantis Vigo)
  - Figueruelas, Aragon (Nhà máy Opel Zaragoza)
- Liên hiệp Anh:
  - Ellesmere Port, Cheshire (Vauxhall Ellesmere Port)
  - Luton, Bedfordshire (Vauxhall Luton)
- Nga: Kaluga (PCMA Rus)

### Bắc Mỹ
- Canada:
  - Brampton, Ontario (Nhà máy lắp ráp Brampton)
  - Windsor, Ontario (Nhà máy lắp ráp Windsor)
- Mexico:
  - Saltillo, Coahuila (Nhà máy lắp ráp xe tải Saltillo)[39]
  - Toluca (Nhà máy lắp ráp Toluca)[39]
- Hoa Kỳ:
  - Belvidere, Illinois (Nhà máy lắp ráp Belvidere)
  - Detroit, Michigan (Nhà máy lắp ráp Bắc Jefferson)
  - Detroit, Michigan, (Khu phức hợp Động cơ Mack Avenue)
  - Sterling Heights, Michigan (Nhà máy lắp ráp Sterling Heights)
  - Warren, Michigan (Nhà máy lắp ráp xe tải Warren)
  - Toledo, Ohio (Khu phức hợp Toledo)[39]

### Nam Mỹ
- Argentina:
  - El Palomar, Buenos Aires
  - Córdoba
- Brazil:
  - Betim, Minas Gerais
  - Goiana, Pernambuco
  - Porto Real, Rio de Janeiro
- Venezuela: Valencia, Carabobo

### Châu Đại Dương
- Australia:
  - Clayton South chuyển đổi xe tải Ram từ tay lái nghịch sang tay lái thuận.